# ВСВ (футбольний клуб)
ВСВ (нід. VSV, Velseroorder Sport Vereniging) — аматорський нідерландський футбольний клуб з міста Велзербрук, заснований 1912 року. Домашні матчі проводить на стадіоні «Де Хофгест».

## Історія
Футбольний клуб було засновано 1912 року. З 1928 року клуб грав у вищому дивізіоні країни аж до введення професіоналізму в Нідерландах у 1954 року. Найвищим досягненням стало здобуття Кубка Нідерландів в сезоні 1937/38.

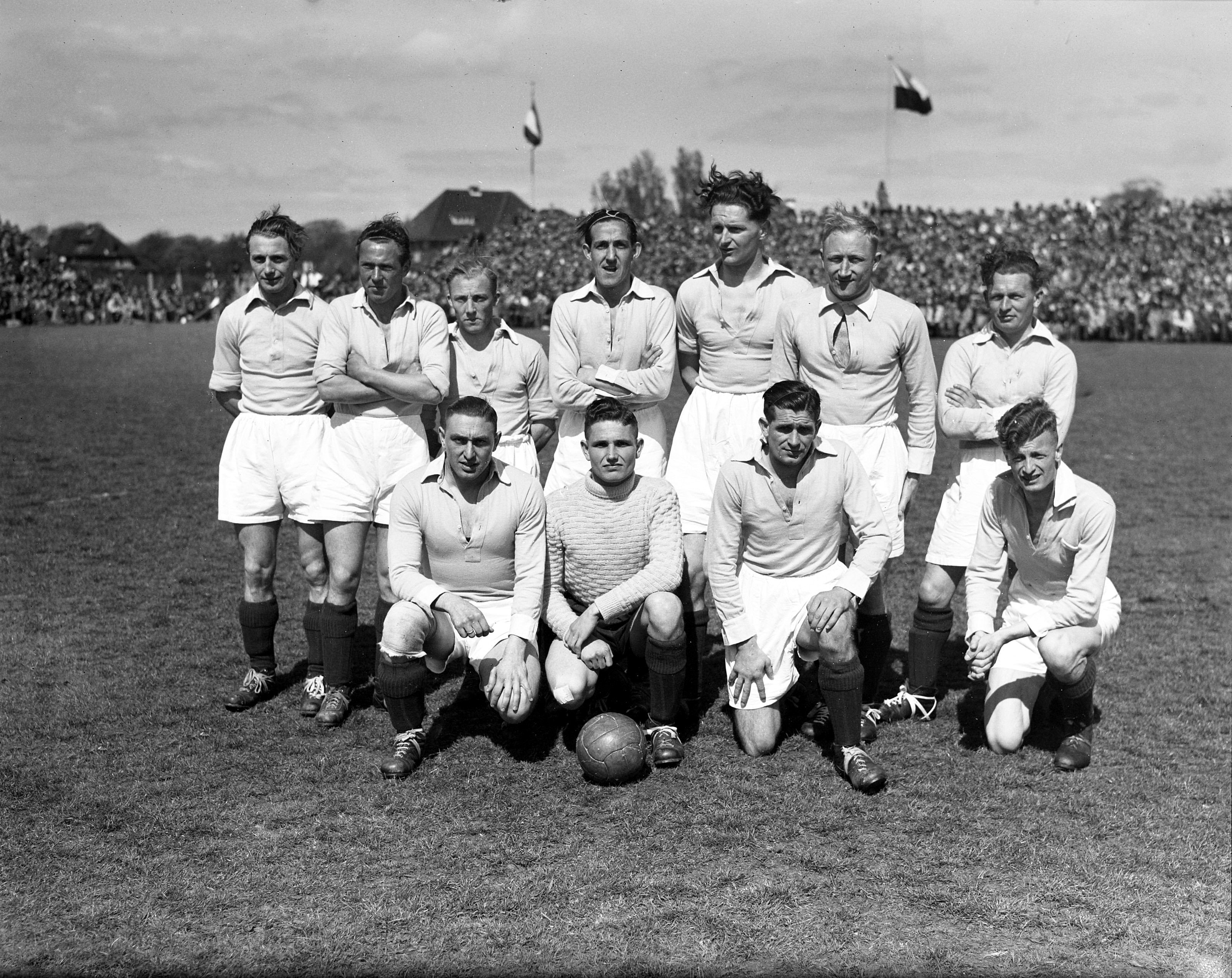
ВСВ у 1949 році.

Коли професійний футбол був введений в Нідерландах у 1954 році, клуб приєднався до професійних ліг і грав у Ерстедивізі, другому дивізіоні країни. Найкращим результатом стало третє місце у сезоні 1959/60, коли команда програла у плей-оф за право виходу в Ередивізі, вищий дивізіон країни. 
1963 року команда об'єдналась із клубом «Стормвогелс». Новостворений клуб «Телстар», зайняв місце клубів і професіональних лігах, в ВСВ відмовився від професіонального статусу і з того часу став виступати в регіональних аматорських лігах.

## Досягнення
- Кубок  Нідерландів:
  -  Володар  (1): 1937/38
  -  Фіналіст (1): 1916/17